# تیتی ویرا
تیتی ویرا (نام علمی: Callicebus vieirai) نام یک گونه از سرده تیتی است.